# Planscher

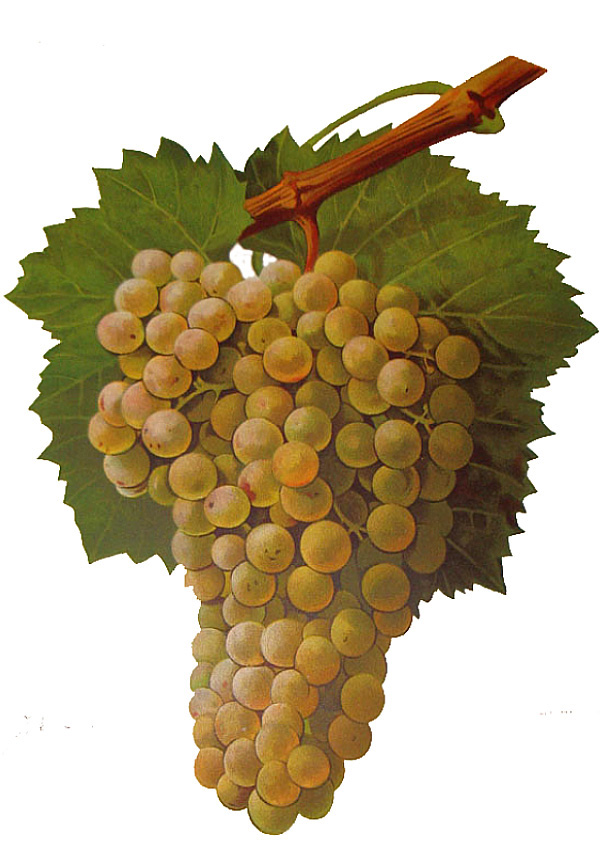
Plantscher im Buch von Viala & Vermorel (als Gros Bourgogne)

Plantscher oder Bourgogne Gros (2. Hauptname) haben diverse Synonyme. Es handelt sich bei dieser Rebsorte um eine direkte Nachfahrin des Furmint aus Ungarn. Trotzdem wird sie als autochthone Weissweinsorte in der Schweiz geführt, weil die Ansiedlung schon in früheren Jahrhunderten stattgefunden haben muss. Die Rebsorte war früher im Rhonetal verbreitet, bis sie fast ausgestorben war. Heute wird Plantscher im Vispertal in sehr geringen Mengen in Visperterminen, Kanton Wallis angebaut.

## Herkunft
Plantscher gehört zu einer Gruppe von Rebsorten, die sich in geographischen Insellagen der Alpenregionen Italiens und der Schweiz halten konnten. Zu dieser Gruppe gehören die folgenden Sorten:
- Rotweinsorten: Bonda, Cornalin d’Aoste, Cornalin du Valais, Crovassa, Durize, Eyholzer, Fumin, Goron de Bovernier, Mayolet, Ner d’Ala, Petit-Rouge, Prëmetta/Prié rouge, Roussin, Roussin de Morgex, Vien de Nus, Vuillermin.
- Weissweinsorten: Completer, Himbertscha, Humagne Blanche, Lafnetscha, Petite Arvine, Plantscher, Prié Blanc, Resi.

## Synonyme
Blancher, Blanchiare, Blanschier, Bordeaux Blanc, Borgogne Blanc, Bourgogne Blanc, Bourgogne Gros (2. Hauptname), Burginon, Gros Bordeaux, Gros Bourgignon, Gros Bourgogne, Gros Rhin, Planscher, Planschier, Barolo (bei Martigny), Bourguignon (unter diesem Eintrag wird die Rebsorte im Nachschlagewerk von Pierre Galet geführt), Gamay Blanc, Plant du Rhin und Schaffhausen.

## Abstammung
Wird in der Schweiz, im Wallis/Valais zur Rebsortengruppe Alte Gewächse gezählt. Gemäss der erfolgten DNA-Analyse von 2013 handelt es sich jedoch um einen direkten Nachkommen der ungarischen Sorte Furmint; der zweite Elternteil ist unbekannt. 

## Ampelographische Sortenmerkmale
In der Ampelographie wird der Habitus folgendermassen beschrieben:
- Die Triebspitze ist offen. Sie ist weisswollig behaart, mit leicht karminrotem Anflug. Die hellgrünen Jungblätter sind lediglich spinnwebig behaart.
- Die Blätter sind dreilappig oder ganz und dabei kaum gebuchtet. Die Stielbucht ist U-förmig geschlossen. Das Blatt ist stumpf gezahnt. Die Zähne sind im Vergleich zu anderen Rebsorten mittelweit gesetzt.
- Die walzen- bis konusförmige Traube ist gross und recht dichtbeerig. Die Beeren sind mittelgroß und von gelblicher Farbe.

Plantscher ist eine Varietät der Edlen Weinrebe (Vitis vinifera).